# Villusisotoma
Genre
Villusisotoma est un genre fossile de collemboles de la famille des Isotomidae.

## Classification
Le genre Villusisotoma est décrit en 2006 par Kenneth A. Christiansen & Paul Nascimbene ,.

## Distribution
Les espèces de ce genre ont été découvertes dans de l'ambre de Birmanie. Elles datent du Cénomanien supérieur pendant le Crétacé.

## Liste des espèces
Selon Checklist of the Collembola of the World (version du 6 septembre 2019) et BioLib, les espèces  référencées sont au nombre de deux :
- † Villusisotoma brevis Christiansen & Nascimbene, 2006
- † Villusisotoma longa Christiansen & Nascimbene, 2006

### Publication originale
- (en) Christiansen & Nascimbene, Collembola (Arthropoda, Hexapoda) from the mid Cretaceous of Myanmar (Burma)., vol. 27, coll. « Cretaceous Research », 2006, 318-363 p.